# Бервирцава

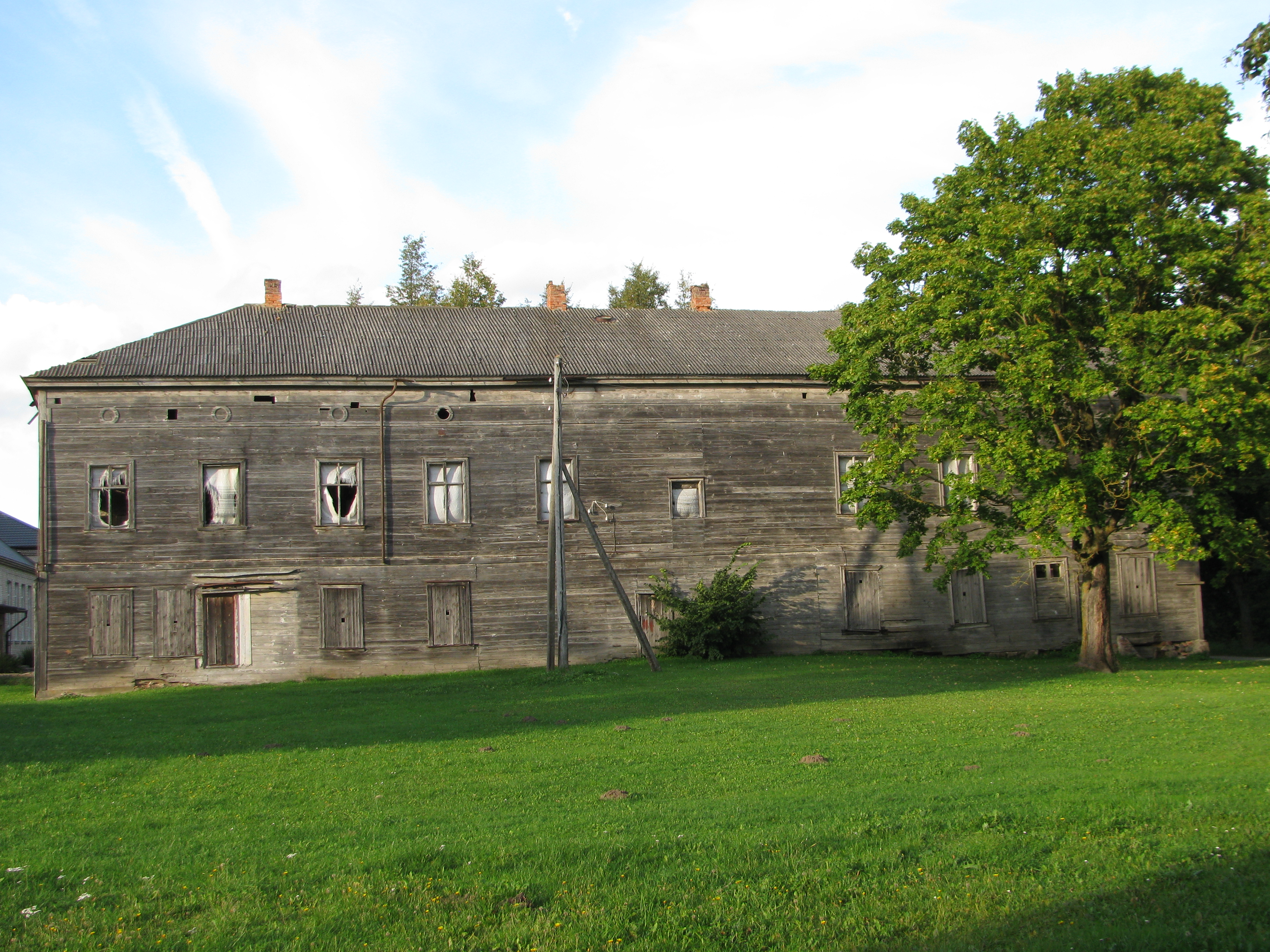
Усадебный дом

Бе́рвирцава (латыш. Bērvircava) — населённый пункт в Елгавском крае Латвии. Входит в состав Сесавской волости. Находится на реке Вирцава. Расстояние до города Елгавы составляет около 32 км.
По данным на 2015 год, в населённом пункте проживал 491 человек. Есть дом культуры, библиотека, медпункт, несколько магазинов, деревянный усадембный дом с парком.

## История
Село находится на территории бывшего поместья Бервирцава (Бер-Вюрцау).
В советское время населённый пункт входил в состав Сесавского сельсовета Елгавского района. В селе располагалась центральная усадьба колхоза «Авангардс».